# Georg Hólm
Georg Hólm, detto "Goggi" (6 aprile 1976), è un bassista islandese.
È il bassista del gruppo musicale islandese Sigur Rós. Georg è anche il membro preferito della band dalla stampa inglese, poiché è il componente che parla l'inglese più fluidamente. In passato ha studiato da regista; è talvolta chiamato con il soprannome di Zanna Bianca, derivatogli dalla sua capacità di catturare le trote con i denti.